# Джип Авенджър
„Джип Авенджър“ (Jeep Avenger) е модел субкомпактни SUV автомобили (сегмент J/B) на американската марка „Jeep“, произвеждан от 2023 година.
Моделът е базиран на платформата на групата „Стелантис“ CMP, подобно на второто поколение „Пежо 2008“, „Опел Мока“ и „Де Ес 3 Кросбек“. Това е най-малкият автомобил на марката, ориентиран главно към европейския пазар и оборудван с трицилиндров бензинов или ектрически двигател. Произвежда се в завода на „Стелантис“ в Тихи, Полша.
„Джип Авенджър“ печели наградата „Автомобил на годината“ в Европа за 2023 година.